# Pendulum (Eberhard-Weber-Album)
Pendulum ist ein Jazzalbum des deutschen Bassisten und Komponisten Eberhard Weber. Die im Frühjahr 1993 entstandenen Aufnahmen wurden 1993 bei ECM Records veröffentlicht.

## Hintergrund
Das Album Pendulum ist nach Orchestra (1988) das zehnte Jazzalbum, das Eberhard Weber unter eigenem Namen veröffentlicht hat. Durch die Verwendung von Overdubbing und einer Echo-Einheit verwandelte er seinen  elektrischen Bass in eine Art Orchester.

## Titelliste
- Eberhard Weber: Pendulum (ECM 1518)

1. Bird Out of Cage – 5:04
2. Notes After an Evening – 4:15
3. Delirium – 5:20
4. Children’s Song No. 1 – 5:41
5. Street Scenes – 5:26
6. Silent for a While – 7:42
7. Pendulum – 8:41
8. Unfinished Self-Portrait – 4:34
9. Closing Scene – 6:36

Alle Kompositionen stammen von Eberhard Weber.

## Rezeption

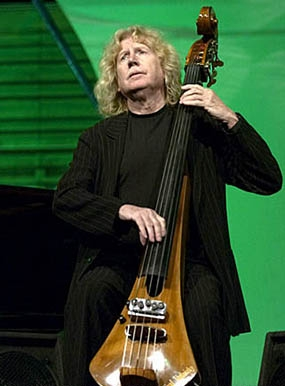
Eberhard Weber (2005)

Die Allmusic-Rezension von Scott Yanow verleiht dem Album 4½ von 5 Sternen und erklärt: „Da er ein starker Komponist ist, der eine breite Spanne von Stimmungen bei diesem Satz melodischer Originale abdeckt und dabei Spielereien vermeidet, schafft Weber ein introvertiertes, aber zugängliches Programm, dessen Anziehungskraft über die Liebhaber von Bass-Solos hinausgehen sollte.“ Ecmreviews.com schreibt: „Eberhard Weber, der vielleicht am besten als Bassist der Jan Garbarek Group bekannt ist, bringt, zusätzlich zu seiner eigenen Reihe von .. Alben als Leader in den 1970er und 1980er Jahren, seinen 5-saitigen elektrischen Bass mit Pendulum in ein fokussierteres Rampenlicht.“ Und Steve Wyzard meint in seinem Review bei jazzmusicarchives.com: „Dies ist definitiv nicht Eberhard Webers zugänglichstes Album, aber es ist eines seiner besten. ... Mit Pendulum erreicht Weber seinen absoluten Höhepunkt als Komponist, Performer und Klangmaler. Wenn Sie mit seinen Gruppenalben vertraut sind, ist dieses Album ein Muss. Es ist schwer, eine bessere und faszinierendere ECM-Veröffentlichung aus dem gesamten Jahrzehnt der neunziger Jahre zu finden.“
Richard Cook und Brian Morton, die in ihrem The Penguin Guide to Jazz das Album mit der Höchstnote bewerten, bemerkten, das zweite Soloalbum Webers sei diesmal ganz Bass und man erlebe viel von dem betörenden und unauffällig unbeschwerten Gefühl seiner Ein-Mann-Konzerte. Ironischerweise sei es viel mehr auf das Studio ausgerichtet: Wo Orchestra frei von Oerdubs und im Wesentlichen freies Spiel enthielt, wurde Pendulum, obgleich es eine Solo-Meditation aufrechterhält, sorgfältig bearbeitet, um einen maximalen Effekt zu erzielen.